# هسا یاسین
یاسین (با نام سابق کوثر ۸۸) یک هواپیمای جت دوموتوره سبک و با کاربری هواگرد آموزشی است که توسط صنایع هوایی ایران یا صها به سفارش نیروی هوایی ارتش جمهوری اسلامی ایران طراحی و تولید شده‌است. یاسین از دو موتور توربوجت اوج با مجموع توان رانش ۷۰۰۰ پوند(۳۲۰۰ کیلوگرم) استفاده می‌کند و در تراز و شبیه جت روسی میگ-ای‌تی و AIDC AT-3 تایوانی قرار می‌گیرد.
از دیگر مشخصات اعلام شده برای هواپیمای «یاسین» می‌توان به طول باند مورد نیاز برای فرود۸۰۰ متر و سقف پرواز ۱۲ کیلومتر و طول بال بیش از ۱۰ متر و مساحت ۲۴ مترمربع اشاره کرد همچنین با داشتن سه جایگاه در زیر بالها و بدنه توانایی حمل سلاح های هوا پرتاب نظیر بمب های سقوط آزاد یا اپتیکی و یا مخازن سوخت را خواهد داشت به این ترتیب توانایی پشتیبانی هوایی نزدیک را نیز دارد.

## رونمایی
اول آذرماه ۱۴۰۲ نمونه نهایی جت آموزشی یاسین توانست اولین پرواز موفق خود را انجام دهد و بر آسمان ایران اسلامی بال‌گشایی کند.
نسخه ابتدایی جت آموزشی یاسین در سال ۹۸ ساخته شد و ۲۰ اسفندماه سال ۱۴۰۱ اولین نمونه جدید و معیار تولید جت آموزشی یاسین و خط تولید آن رونمایی شد و ۱۸ شهریور ۱۴۰۲ نیز، این هواپیما تست تاکسی خود را با موفقیت پشت سر گذاشت.

## سانحه سقوط
یکی از دو پیش‌نمونه ساخته شده هواپیمای یاسین که قرار بود در نمایشگاه هوایی کیش در آذر ۱۴۰۳ به نمایش درآید در حین پرواز آزمایشی در ۱۴ آذر ۱۴۰۳ به دلیل مشکلات ناوبری و برخورد با ارتفاعات  فیروزآباد سقوط کرد و از بین رفت. براثر این حادثه سرهنگ خلبان  حمیدرضا رنجبر و سرهنگ خلبان منوچهر پیرزاده جان خود را از دست دادند.

## مشخصات
داده‌ها از 
ویژگی‌های عمومی
- خدمه: ۲
- طول: ۱۲٫۲۵ متر (۴۰ فوت ۲ اینچ)
- پهنای بال: ۱۰٫۴ متر (۳۴ فوت ۱ اینچ)
- ارتفاع: ۴ متر (۱۳ فوت ۱ اینچ)
- مساحت بال‌ها: ۲۴ متر مربع (۲۶۰ فوت مربع)
- وزن خالی: ۳٬۹۰۰ کیلوگرم (۸٬۵۹۸ پوند)
- وزن ناخالص: ۵٬۵۰۰ کیلوگرم (۱۲٬۱۲۵ پوند)
- بیشترین وزن برخاست: ۶٬۶۰۰ کیلوگرم (۱۴٬۵۵۱ پوند)
- پیشرانه: ۲ عدد turbojet engines (without afterburner version) Owj, ۱۵٫۶ کیلونیوتن (۳٬۵۰۰ پوند-نیرو) thrust  در هر موتور

عملکرد
- حداکثر سرعت: ۱٬۰۰۰ کیلومتر بر ساعت (۶۲۰ مایل بر ساعت، ۵۴۰ گره)
- بُرد: ۹۰۰ کیلومتر (۵۶۰ مایل، ۴۹۰ مایل دریایی)
- بُرد معبر: ۱٬۲۰۰ کیلومتر (۷۵۰ مایل، ۶۵۰ مایل دریایی)
- مداومت پروازی: 90 minutes with internal fuel or 120 minutes with additional external fuel tanks
- حداکثر ارتفاع: ۱۱٬۰۰۰ متر (۳۶٬۰۰۰ فوت)